# Alpin ras

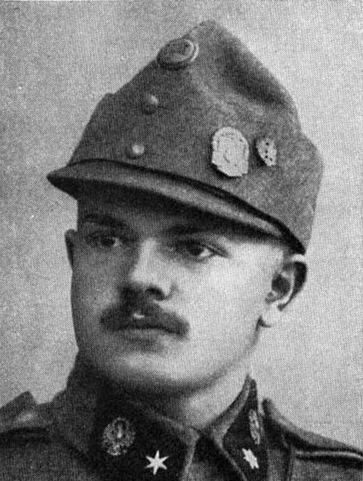
En österrikare från Sydtyrolen som ansågs vara av alpin ras.

Den alpina rasen var enligt den gamla rasbiologin en gren inom den kaukasoida eller vita rasen som uppkom i början på 1900-talet.
Benämningen anses numer föråldrad och används ej då den kan uppfattas som rasistisk och de anatomiska skillnaderna mellan etniska grupper är så små och otydliga att de inte kan betraktas som skilda raser. Begreppet "alpina rasen" bör i dagsläget ses som något ideologiskt, socialt eller kulturellt begrepp  och inte som någon biologisk vetenskaplig benämning.
Enligt rasbiologin så kunde Europas vita befolkning delas in i 3 stora huvudgrupper, dessa var den alpina rasen, den nordiska rasen och medelhavsrasen, även om andra inslag kunde förekomma.

## Utbredning
Alpina rasen skulle främst ha förekommit i Centraleuropa och Sydeuropa, men i vissa sammanhang påstods den alpina rasen ha en större utbredning. Den alpinska rasen är utbredd i följande länder och geografiska områden: Sydtyskland, Österrike, Schweiz, Luxemburg, Liechtenstein, Norditalien, Frankrike, Monaco samt i Slovenien. Exempelvis påstods det att den alpina rasen även kunde förekomma i stora delar av Ryssland och på Balkanhalvön. På kartan visas den alpina rasens geografiska utbredning i grönt.
I vissa sammanhang påstods det att folken i Östeuropa skulle benämnas som östbaltisk ras och folken på Balkanhalvön kunde benämnas som dinarisk ras.

## Karakteristika

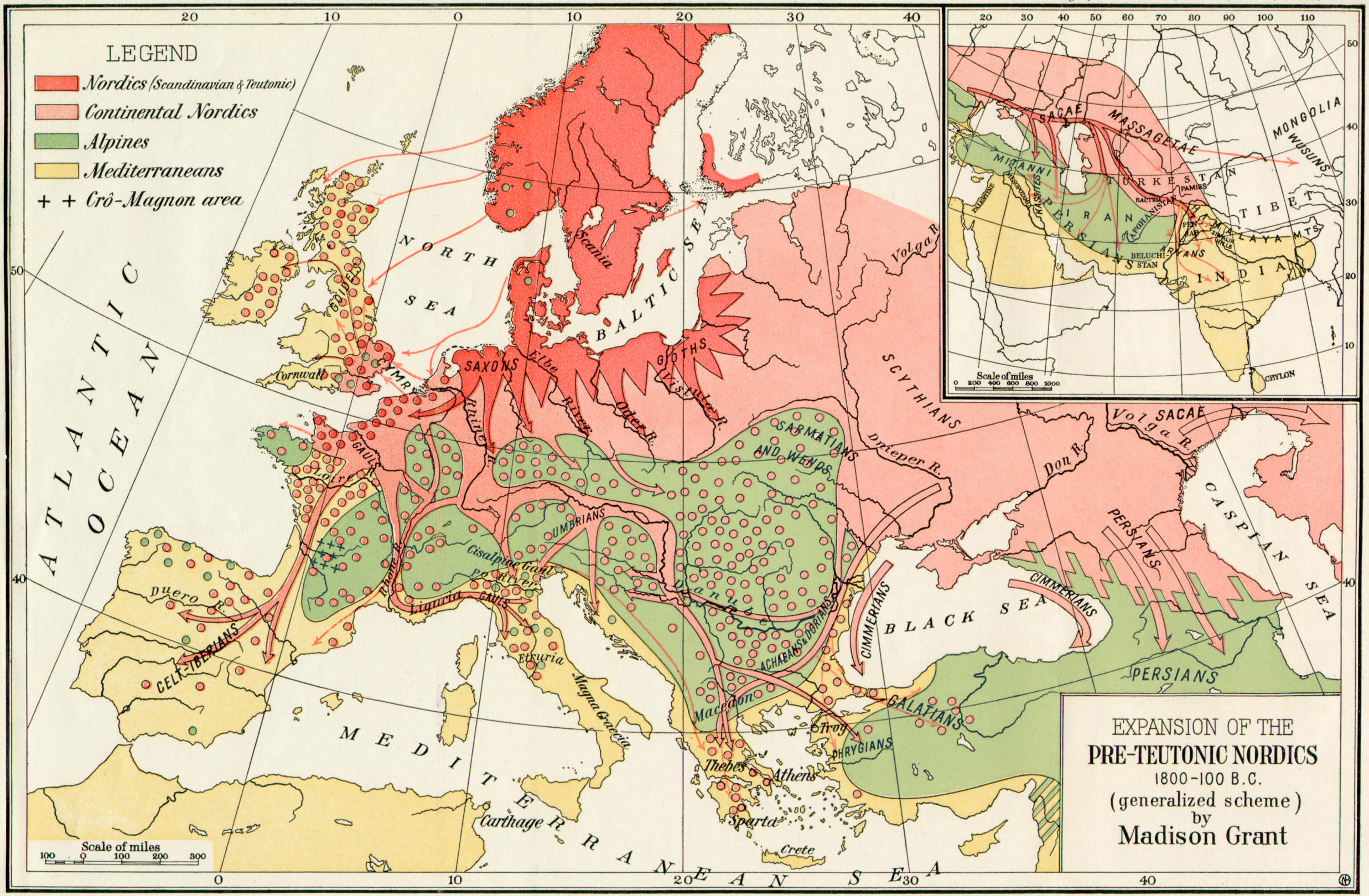
Karta över Europas "raser" från Madison Grant's The Passing of the Great Race, or the Racial Basis of European History (1916)

Den alpina fenotypen ansågs till utseendet vara mitt emellan den nordiska rasens och medelhavsrasens fenotyp. Dock var de så kallade rasgränserna ofta flytande och otydliga emellan de påstådda raserna, vilket i sin tur gjorde att det var omöjligt att bestämma vilken ras människor tillhörde på individnivå.
Dock försökte man ändå beskriva vilka karaktärsdragen för den alpina rasen var, vanligtvis beskrevs den ha mörkt hår, oftast brunt eller mörkbrunt och ögonen var även dem bruna eller melerade. Hudfärgen var oftast kraftigt pigmenterad, dock inte lika mycket som hos medelhavsrasen. Den alpina rasen ansågs även ha en kort och satt kroppsbyggnad. Övriga karaktärsdrag påstods vara rundare ansiktsdrag och måttlig skäggväxt
Bilden till höger är tagen ifrån ett äldre uppslagsverk. Det är en illustration över hur den alpina rasen kunde se ut enligt rasbiologin. Detta har idag förkastats och kan uppfattas som rasistiskt eftersom det grundar sig på rasbiologi, som idag anses vara pseudovetenskap.

## Bilder

En schweizare som ansågs tillhöra den alpina rasen.
En österrikare som ansågs tillhöra den alpina rasen.
En italienare från Piemonte i nordvästra Italien som ansågs tillhöra den alpina rasen.
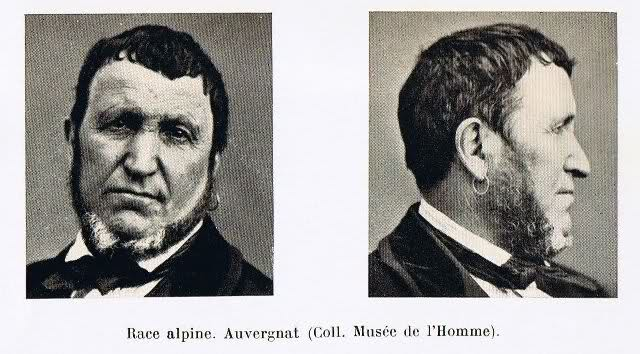
En fransman från Auvergne i mellersta Frankrike som ansågs tillhöra den alpina rasen. I trakterna kring Centralmassivet ansågs den alpina rasen av flera författare vara i synnerhet utbredd och typisk, och nästintill ha sin kärna.
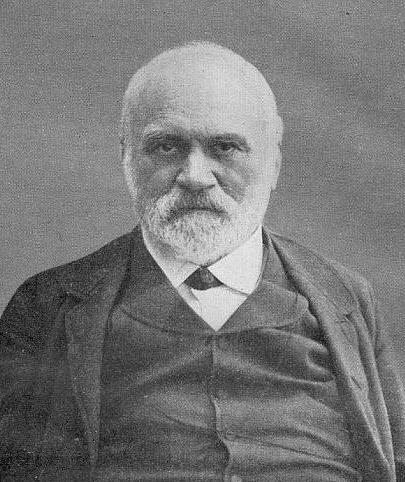
Den tyske geografen Heinrich Kiepert ansågs vara av alpin ras.
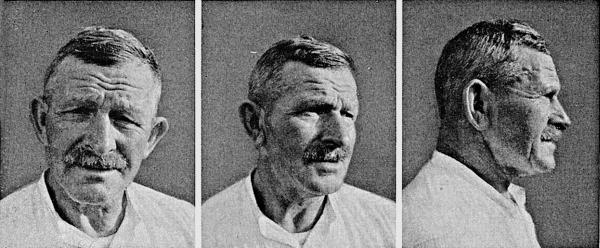
En ljushårig belgare från Västflandern som Coon använde som exempel för den "subnordiska typen" i hans schema (snarlik men något annorlunda från George Montandons Sub-Nordique), en intermediärtyp mellan den alpina och den nordisk rasen.
Bild på Alpin ras från Augustus Henry Keane's Man, Past and Present (1899).